# Anton Potyka

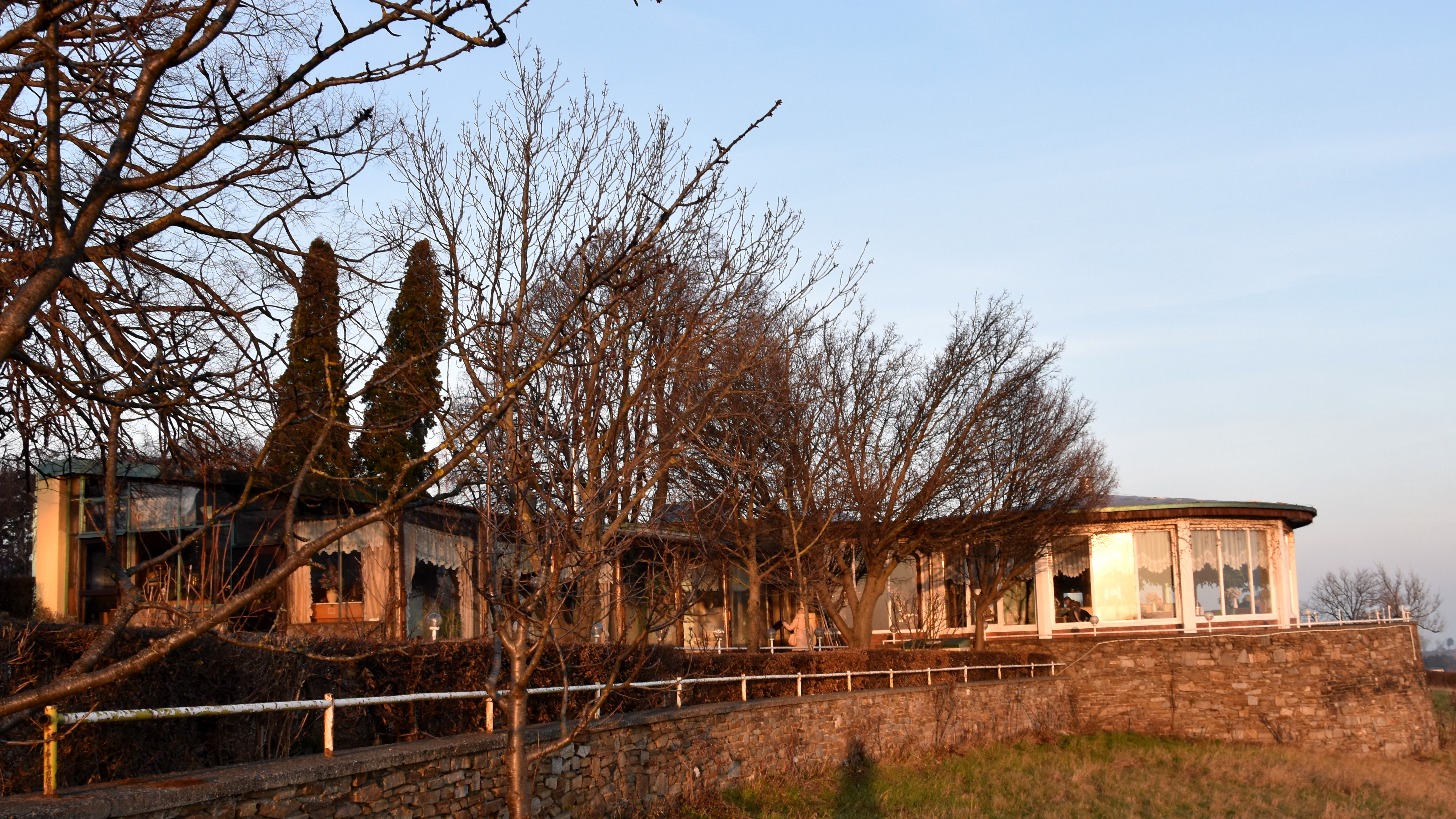
Café-Restaurant-Cobenzl im Dezember 2016. Errichtet von 1951 bis 1952 nach den Plänen von Anton Potyka als Hans Hübners Bar und Cafépavillon auf der Terrasse vor dem Restaurant Cobenzl, das 1980 teilweise niederbrannte.

Anton Potyka (* 19. Februar 1899 in Pula, Kroatien, damals Pola, Österreich-Ungarn; † 2. März 1973 in Wien) war ein österreichischer Architekt. Bekannt wurde er vor allem mit seinen Entwürfen und Umsetzungen Wiener Lokal- beziehungsweise Geschäftseinrichtungen und mit der Errichtung und Ausgestaltung der beiden Hauptgebäude der ehemaligen Zentralsparkasse der Gemeinde Wien.

## Leben
Anton Potyka wurde im Jahr 1899 als Sohn des Offiziers und Privatgelehrten Hugo Potyka und seiner Frau Anna Florido di Prata in Pola, dem heutigen Pula in Istrien, geboren und verbrachte dort seine ersten Lebensjahre.
Nach der Realschule Krottenbachstraße in Wien 19 entschloss er sich für das Architekturstudium an der Technischen Hochschule Wien, das er im Jahr 1923 mit Diplom abschloss. Seine praktische Ausbildung erhielt Anton Potyka als Mitarbeiter der Bauleitung der Nationalbank in Wien sowie während seiner Tätigkeit in verschiedenen Architekturateliers der Stadt. Anfang der 1920er Jahre besuchte er zudem einige Seminare bei Adolf Loos in dessen Bauschule. Hervorzuheben ist seine Mitarbeit im Büro von Otto Polak-Hellwig, der Anfang der 1920er Jahre das berühmte Einküchenwohnhaus „Heimhof“ (Wien 15, Pilgerimgasse 22–24) errichtete. Anton Potyka zog mit seiner Frau Friederike und seinem Sohn Hugo im Jahr 1929 in diesen Wohnbau ein. Noch im selben Jahr machte sich Anton Potyka selbständig und arbeitete ab 1930 bei der Beratungsstelle für Wohnbauförderung des Österreichischen Verbandes für Wohnungsreform, dessen Leitung Otto Polak-Hellwig innehatte.
Wie in der Zeit nach dem Ersten Weltkrieg häufig, zählten bei Anton Potyka Interieurs sowie Geschäfts- und Kaffeehauseinrichtungen zu den ersten selbständigen Arbeiten. Sie entstanden in Arbeitsgemeinschaft mit Franz Jakubecki, den er bereits seit seiner Studienzeit kannte. Diese sehr erfolgreiche Partnerschaft in den 1930er Jahren endete erst mit der Einberufung von Jakubecki am Beginn des Zweiten Weltkriegs.
Bereits im Jahr 1935 übersiedelte die Familie Potyka vom Heimhof in den 9. Wiener Gemeindebezirk in eine Atelierwohnung in der Porzellangasse 39. Das Atelier wurde vom 1. Bezirk wurde ebenfalls dorthin übersiedelt.
Während der NS-Zeit war Anton Potyka, der diese Jahre durchgehend in Wien verbrachte, für verschiedene Rüstungsbetriebe tätig. Es entstanden unter anderem Entwürfe für eine Porenbeton-Fabrik, eine Lokomotiv-Fabrik sowie die Dräger-Werke in Wien-Brigittenau. So wie die Neuplanung des Industriebezirks Liesing blieben jedoch all diese Projekte nur Papier. Nach dem Zweiten Weltkrieg widmete sich Anton Potyka neben der Gestaltung moderner Lokal- und Geschäftsbauten der Errichtung zahlreicher Wohn- und Geschäftshäuser für unterschiedlichste Bauherren. Als Mitarbeiter fungierte sein Sohn Hugo, der 1953 sein Architekturstudium abgeschlossen hatte. Die Zusammenarbeit endete nach einem Streit im Jahr 1960.
Anton Potyka war bis zu seinem Lebensende aktiv tätig. Die letzten Bauten vollendete sein Sohn Hugo, nachdem Potyka, dem bereits in den 1960er Jahren der Ehrentitel Professor verliehen worden war, im 74. Lebensjahr an einem Herzinfarkt verstarb. Er wurde am Döblinger Friedhof bestattet.

## Werk
Anton Potyka wird bis heute mit zwei gänzlich unterschiedlichen Bauaufgaben assoziiert, die seinen Stellenwert in der österreichischen Architektur ausmachen: Es handelt sich hierbei einerseits um seine Lokal- beziehungsweise Geschäftseinrichtungen und andererseits um die Errichtung beziehungsweise Ausgestaltung der beiden Hauptgebäude der ehemaligen Zentralsparkasse der Gemeinde Wien.
Potyka hat sich bereits Mitte der 1930er Jahre zu einem gefragten Kaffeehaus-Architekten entwickelt und konnte nach dem Zweiten Weltkrieg wieder an seine Erfolge anschließen. Er war rund 20 Jahre lang als Hausarchitekt der Gastronomie-Dynastie Hübner tätig, zu deren Besitzungen unter anderem das Schlosshotel am Cobenzl, das Parkhotel Schönbrunn sowie der Kursalon im Stadtpark und die Splendide Bar gegenüber vom Wiener Stephansdom gehörten. Anton Potyka hatte laut Auskunft seines Sohnes Hugo für Hans Hübner immer wieder in Italien zu tun. Leider ist hier nichts Näheres dokumentiert, lediglich ein Entwurf für ein Hotelprojekt in Ragusa ist erhalten. Die italienische Espresso-Architektur dürfte den Architekten jedoch nachhaltig beeinflusst haben.
Besondere Beachtung in der Öffentlichkeit erregten vor allem Anton Potykas Gastronomieentwürfe Anfang der 1950er Jahre, wie das Espresso Stambul in der Wiener Innenstadt sowie das Espresso Rainer im Hotel Erzherzog Rainer in der Wiedner Hauptstraße – die sogenannte „Rainer-Diele“. Sie entstanden etwa zeitgleich mit Oswald Haerdtls berühmten Cafés und Espressi für die Firma Arabia. Das Espresso Rainer war einerseits durch eine quergestellte Bank in einen Bar- und einen Sitzbereich getrennt, andererseits wurde der Raum durch die wellenförmige freihängende Stuckdecke wieder zu einer Einheit verbunden. Drahtfiguren von Rudolf Hoflehner in beleuchteten Nischen hinter den Sitzplätzen sowie eine schwarz-weiße Sgraffitowand hinter der Bar verliehen dem Raum die spezielle Atmosphäre.
Auch bei anderen Bauaufgaben ist Potykas gefühlvoller Umgang mit Raum zu beobachten. Bei dem Neubau der Zentralsparkasse der Gemeinde Wien in der Wipplingerstraße (Wien 1, 1953–1956), der in den unteren Geschossen die Bankräume und in den oberen Etagen Wohnungen enthält, war Anton Potyka mit einer tiefen Parzelle und zwei schmalen Fensterfronten konfrontiert. Durch die Entkernung des angrenzenden Hofbereichs und die Zusammenlegung der Innenhöfe erzielte er eine gute Belichtung sämtlicher Räume auf dieser an sich schwierig zu bebauenden Parzelle.
Anton Potyka hat sich durch seine abwechslungsreiche und ideenreiche Formgebung und das geschickte Ausnutzen vorhandener Bauteile bereits früh einen Namen gemacht. Unabhängig ob bei Cafés, Bankgebäuden oder Wohnhäusern, fällt sein sicherer Umgang mit Raum, Licht und Farbe in den Innenräumen auf, der nicht zuletzt durch die Schaffung unterschiedlicher Bereiche im Raum erzielt wurde. Als weiteres Charakteristikum kann die sehr enge Zusammenarbeit Anton Potykas mit Malern und Bildhauern bei vielen seiner Bauten genannt werden. 

### Wohn- und Geschäftsbauten (Auswahl)

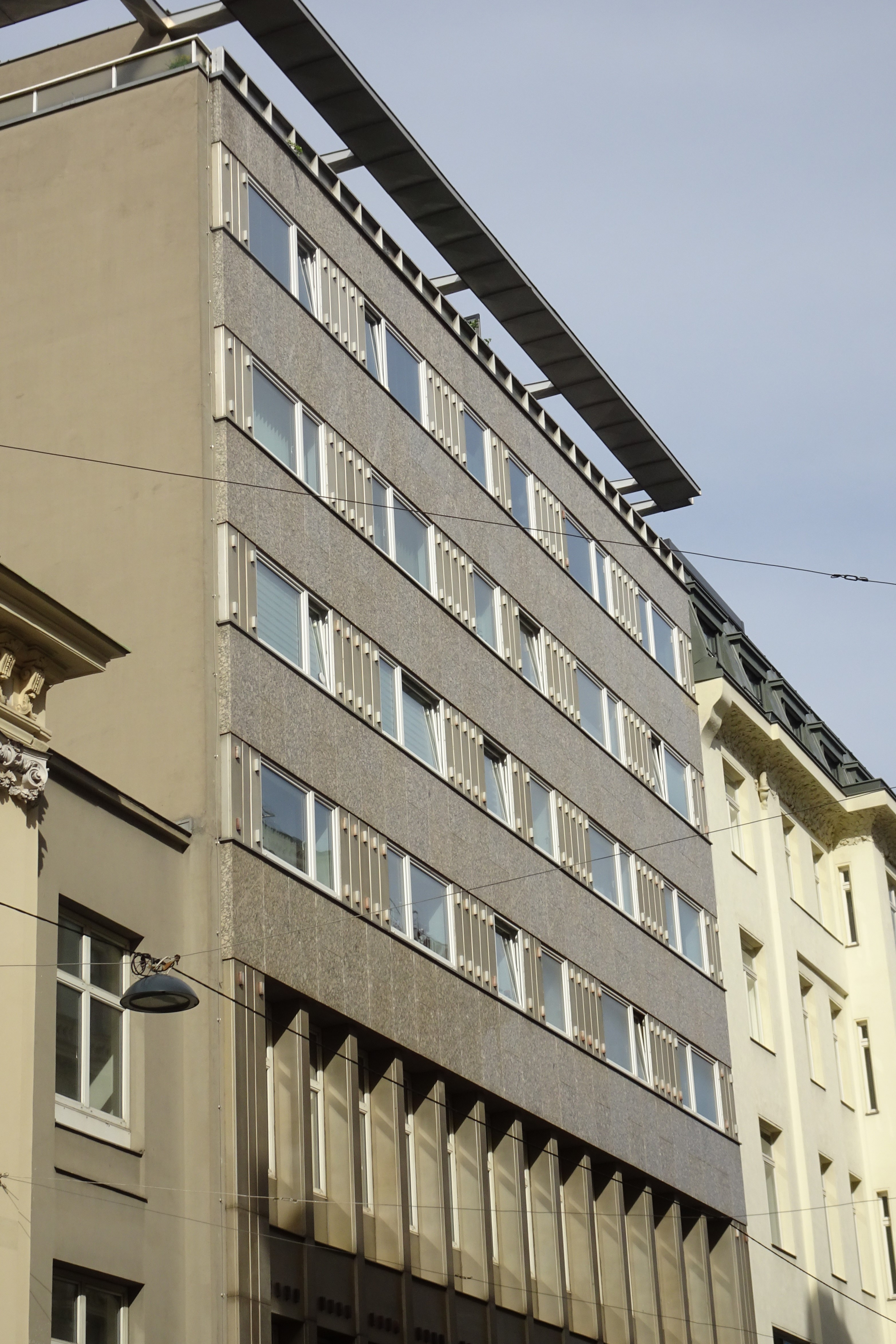
Wohn- und Geschäftshaus, ehemaliger Hauptsitz der Zentralsparkasse

- Strandhaus Fritz Keller im Strombad Kritzendorf, Kritzendorf, Donaulände 12, NÖ (mit Fritz Keller) (1929)
- Wohnhaus der Gemeinde Wien, Wien 12, Karl-Löwe-Gasse 4 (1929–1930)
- Haus Mudrak, St. Andrä-Wördern, NÖ (1930)
- Haus Manwart (1933)
- Haus Pfeiferer (1934)
- Haus Hübner, Rohrbach an der Gölsen, NÖ (1934–1935)
- Atelierwohnung Potyka (laufender Ausbau), Wien, Porzellangasse 39 (ab 1935)
- Haus Fröhlich, Wien 13 (mit Fritz Jakubecki) (1936)
- Wohnhausanlage der Gemeinde Wien (Franz-Novy-Hof), Wien 16, Koppstraße 97–101 (unter anderen mit Franz Gomsi, Erich Kaindl, Friedrich Lang und Friedrich Novotny) (1950–1954)
- Haus Langschwert, Wien (1951)
- Kindermoden Prinzess, Wien 1, Kohlmarkt (mit Hugo Potyka) (1951)
- Wohnhausanlage der Gemeinde Wien (Karl-Frey-Hof), Wien 15, Hütteldorfer Straße 81a (mit Alois Brunner, Karl Eckenstorfer und Norbert Mandl) (1953–1954)
- Wohnhaus für die Österreichische Post- und Telegraphendirektion, Wien 17, Rosensteingasse 81–93 (mit Hans Hülle) (1953–1955)
- Hauptanstalt der Zentralsparkasse der Gemeinde Wien (Wohn- und Bürohaus), Wien 1, Wipplingerstraße 4–6 (mit Hugo Potyka und Hans Hülle) (1953–1956)
- Wohnhausanlage der BUWOG, Wien 19, Nußwaldgasse 13 (mit Hugo Potyka und Ottokar Uhl) (1955)
- Haus Holfs, Wien 19, Glanzinggasse 22 (155-1956)
- NÖ Brandschaden Versicherung, Umbau Palais Batthyany, Wien 1, Herrengasse 19 (mit Hugo Potyka) (1955)
- Haus Potyka, Wien 19, Zuckerkandlgasse 13 (1955–1956)
- Erweiterung Haus Mandl, Schwarzau im Gebirge, NÖ (1956)
- Wohnhausanlage der Gemeinde Wien, Wien 16, Arltgasse 2–16 (mit Anny Beranek und Hans Gass) (1956)
- Wohnhausanlage der BUWOG, Wien 16, Liebhartstalstraße (1957)
- Umbau Brandschadenhaus, Horn, NÖ (mit Hugo Potyka und Hans Hülle) (1950er Jahre)
- Maisonetten-Wohnbau für die Junge Generation, Wien 10, Sonnwendgasse / Scheugasse (1958)
- Wohn- und Bürohaus für das Dorotheum, Wien 2, Obere Donaustraße (1958)
- Wohnhaus der Gemeinde Wien, Wien 6, Kaunitzgasse 15–17 (1965–1967)
- Dorotheum Graz (Umbau eines bestehenden Hauses), Graz, Jakominiplatz 7–9, Stmk. (mit Franz Comsi) (1969)
- Wohnhaus der Gemeinde Wien, Wien 6, Mollardgasse (um 1970)
- Wohnhausanlage der Gemeinde Wien (Karl-Holoubek-Hof), Wien 15, Schwendergasse 39–41 (Fertigstellung durch Hugo Potyka) (1972–1976)

### Öffentliche Bauten (Auswahl)
- Renner-Brücke über die Schwarza, Gloggnitz, NÖ (1929)
- Café-Bar Splendide, Wien 1, Jasomirgottstraße 3 (mit Franz Jakubecki) (1936)
- Umbau des Grand-Hotel Bauer, Bad Ischl, OÖ (1936–1937)
- Hübners Schlosshotel Cobenzl, Wien 19 (mit Franz Jakubecki) (1937)
- Internatsschule, Aflenz, Stmk. (1937)
- Schullandheim, Atzenbrugg, NÖ (1940)
- Sanatorium Spuhl, Semmering, NÖ (1944)
- Gemeinde- und Genossenschaftshaus, Mold, NÖ (1946)
- Hübners Bar und Cafépavillon Am Cobenzl, Wien 19, Am Cobenzl (1951–1952)
- Adaptierung Cobenzl-Terrassen, Wien 19, Am Cobenzl (mit Hugo Potyka) (1959–1960)
- Städtischer Kinderhort, Wien 17, Roggendorfgasse 2 (mit Hugo Potyka) (1959–1960)
- Zubau Bürotrakt der NÖ Versicherung, Wien 1, Bankgasse (Fertigstellung durch Hugo Potyka) (1973)

### Industrie- und Gewerbebauten
- Stubachkraftwerk bei Salzburg (ohne Jahresangabe)

### Innenraumgestaltung und -design (Auswahl)
- Hübners Meierei Cobenzl – Terrassenüberbauung, Wien 19, Am Cobenzl (1934)
- Umbau und Einrichtung der „Bijou“-Bar im Parkhotel Schönbrunn, Wien 13, Hietzinger Hauptstraße 11–16 (mit Franz Jakubecki) (1935)
- Café Mozart – Umbau und Einrichtung, Wien 1, Albertinaplatz (mit Franz Jakubecki) (1935)
- Café Colibri, Wien 7, Mariahilfer Straße (1935)
- Wohnungseinrichtung für Amon Göth, Wien, Schelleingasse (um 1936)
- Café Splendid und Bar „Baby Splendid“, Wien 1, Jasomirgottstraße (1937)
- Ausstellung „Palast der Geschichte der Erde“, Weltfachausstellung Paris (mit Franz Jakubecki) (1937)
- Portal Roth & Metzger, Wien, Margarethenstraße (vor 1939)
- Italienische Handelskammer, Wien 1, Bauernmarkt (1949)
- Espresso Stambul, Wien 1, Fleischmarkt (mit Hugo Potyka und Hans Hülle) (1950)
- Umbau Wohn- und Gesellschaftsräume der Wohnung Williams, Wien 19, Felix-Dahnstraße beim Türkenschanzpark (Villa von Frass und Hülle) (1951)
- Espresso im Hotel Erzherzog Rainer, Wien 4, Wiedner Hauptstraße 27–29 (mit Hugo Potyka und Hans Hülle) (1952)
- Wiederaufbau der Direktionsräume im Dorotheum, Wien 1, Dorotheergasse 17 (mit Hans Hülle) (1955)
- Umgestaltung Dorotheum Graz, Stmk. (1955)
- Zentralsparkasse Zweigstelle Schottenring, Wien 1, Schottenring (Ende der 1950er Jahre)
- Hauptgebäude der Zentralsparkasse der Gemeinde Wien (Planung und Oberleitung der Raumgestaltung und Inneneinrichtung), Wien 3, Vordere Zollamtsstraße 13 (1965)

## Sonstiges
Das Café Potyka in der Schmelzgasse 3, 1020 Wien, Leopoldstadt versuchte 2014 und 2015 die Tradition der von Anton Potyka geprägten Espresso-Architektur des 20. Jahrhunderts fortzuführen. Dem Unternehmen war jedoch kein Erfolg beschieden.